# Pecka Söderberg

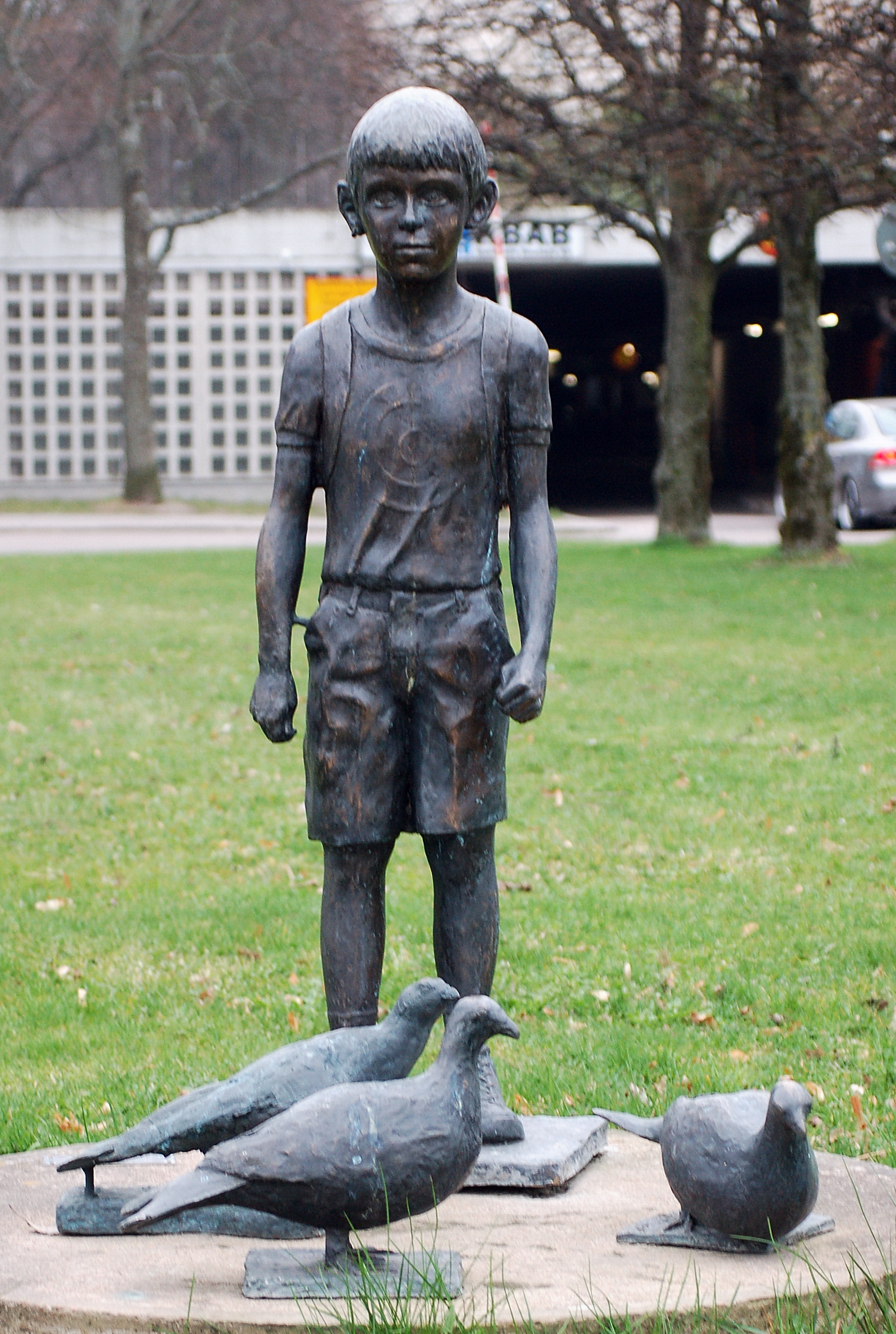
Ett Fall En Lösning på Orrholmen Karlstad

Rune Pecka Söderberg, född 23 mars 1962 i Charlottenberg, är en svensk skulptör.
Söderberg studerade vid KV konstskola i Göteborg 1986-1987, Nordiska Konstskolan i Finland 1987-1989 och Konsthögskolan Valand i Göteborg 1991-1996. Han ha ställt ut i bland annat Pinacotheca Jyväskylä Finland, Galleri Rotor i Göteborg, Läckö slott, Nolhaga slott i Alingsås, Arvika Konsthall, Seminarieträdgården i Göteborg, Konstnärshuset och i Turin Italien.    
Bland hans offentliga arbeten märks utsmyckningen på Storgatan i Charlottenberg och Allhelgonaparken i Kortedala, Kyrkbyn i Göteborg och han var en av deltagarna i Konstprojektet Orrholmen.
Han har tilldelats Göteborgs Kulturstipendium 1999, vistelse stipendium Grez sur Loing 2000, Konstakademins stipendium 2000, Stena Kulturstipendium 2001 och Konstnärsnämndens 2-åriga arbetsstipendium 2002 och 2007.
Vid sidan av sitt eget skapande var han anställd som konstkonsult vid Västra Götalands region 2004-2006.